# 企業総合賠償責任保険
企業総合賠償責任保険（きぎょうそうごうばいしょうせきにんほけん）とは、企業が抱えるリスクを総合的にカバーし、事業形態に応じて、施設所有管理者賠償責任保険、昇降機賠償責任保険、請負業者賠償責任保険、生産物賠償責任保険などの各保険の補償範囲をカバーし、また、個別ニーズに対応したオプションを付帯可能としたオーダーメイドの賠償責任保険である。企業総合賠償責任保険は、米国のI.S.O（Insurance ServiceOffice）の標準約款を日本に導入したものとなっている。
企業総合賠償責任保険は、その英文名（Comprehensive General Liability insurance）の頭文字を用いて、CGLと一般に言われる。日本語を正文とする和文CGLと、英語を正文とする英文CGLがあるが、両者の内容は若干異なり、後者の補償範囲の方が広い（例えば、洪水・風雨等による損害が標準で免責となっていない。また、補償の対象となる物的損害の定義が広く、他人の財物損壊を伴わない場合の間接損害を含む。）。当然、両者の保険料水準は異なり、企業はニーズと補償内容を比較検討し、いずれかを選択できる。
この保険は上記のとおりオーダーメイドだが、別途、保険会社各社は中小企業向けのパターンメイド商品を販売している。

## 主なオプション
- 受託財物担保特約（受託者賠償責任保険と同じ）
- 人格権侵害担保特約
- 借家人賠償責任担保特約
- 非所有自動車担保特約

| サブスタブ | この項目は、まだ閲覧者の調べものの参照としては役立たない、書きかけの項目です。この項目を加筆・訂正などしてくださる協力者を求めています。このテンプレートは分野別のサブスタブテンプレートやスタブテンプレート（Wikipedia:分野別のスタブテンプレート参照）に変更することが望まれています。 |